# Janet Gaynorová
Janet Gaynorová (nepřechýleně Janet Gaynor, rodným jménem Laura Augusta Gainor; 6. října 1906 Filadelfie, Pensylvánie – 14. září 1984 Palm Springs, Kalifornie) byla americká herečka, jedna z nejpopulárnějších v němé éře. Byla vůbec první herečkou, která získala cenu Akademie filmového umění a věd (Oscara), za roky 1927 a 1928. Kuriózní je, že to bylo hned za tři snímky: V sedmém nebi, Východ slunce a Anděl ulice, což je dosud jediný případ v historii, kdy herec získal v jediném roce Oscara za více rolí a podle pravidel už to dnes není ani možné.

## Život

### Mládí
Narodila se 6. října 1906 ve Filadelfii jako Laura Augusta Gainorová, mladší ze dvou dcer malíře Franka De Witta Gainora a jeho ženy Laury Gainorové (rodným jménem Buhlová). Už na základní škole vystupovala v několika představeních a herečkou se rozhodla stát na střední škole v roce 1923. Ještě před tím se však její rodiče v roce 1914 rozvedli a Janet se se svou sestrou a matkou přestěhovala do Chicaga a krátce na to až do San Francisca. Po absolvování na San Francisco Polytechnic High School v roce 1923 se s rodinou opět přestěhovala do blízkého Los Angeles a odtud to už k Hollywoodu neměla daleko.
Váhala jestli studovat herectví na jedné z místních škol, ale nakonec si našla práci v obuvnictví a později dělala i uvaděčku v divadle. Její matka i nevlastní otec ji k herectví povzbuzovali a často s ní také navštěvovali filmová studia. Svou první roli získala v prosinci 1926, kdy se objevila jako komparzistka v krátké filmové komedii Hala Roacha.

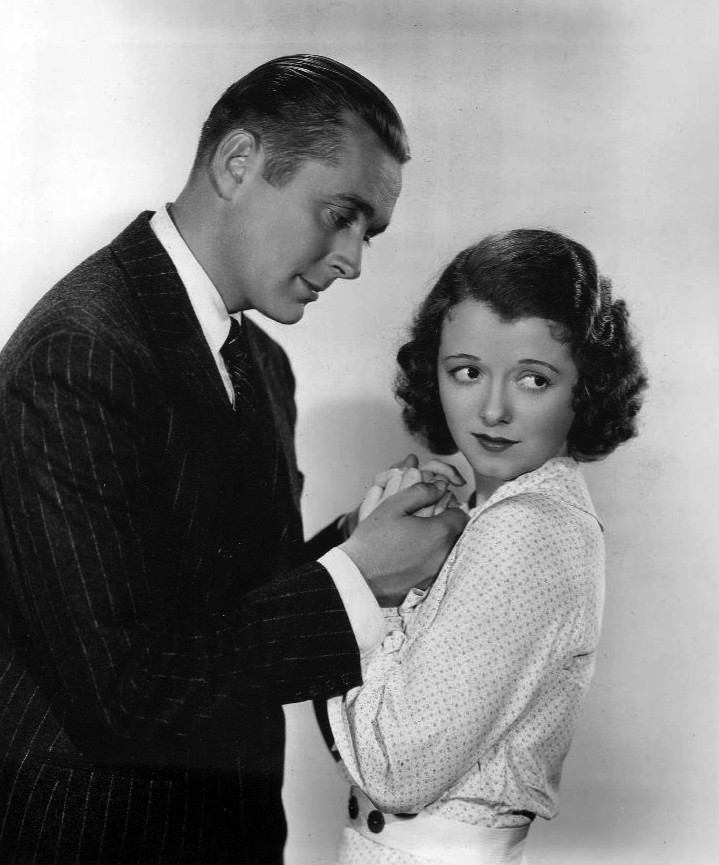
Janet Gaynorová s Jamesem Dunnem během natáčení filmu Change of Heart (1934)

### Kariéra
Brzy se začala objevovat také v celovečerních (němých) filmech u studií jako Film Booking Offices of America i Universal Pictures. Právě Universal ji také brzy najal za 50 dolarů týdně, ale po šesti týdnech byla pozvána na kamerové zkoušky pro vedlejší roli ve filmu The Johnston Flood (1926) studia Fox Film Corporation. Na zkouškách uspěla a její herecké výkony upoutaly pozornost i vedení studia. Krátce na to se studiem podepsala pětiletou smlouvu a brzy ji začali obsazovat i do hlavních rolí. Téhož roku byla také vybrána jako jedna z WAMPAS Baby Stars (ocenění pro mladé a nadějné herečky).
Již v roce 1927 se stala jednou z předních hvězd Hollywoodu a byla popisována jako mladá a sladká žena, která své role hrála s hloubkou a citlivostí. Za výkony ve filmu V sedmém nebi (1927) získala také svého prvního Oscara. Janet se stala nejen první herečkou, které byl Oscar udělen, ale až do roku 1986 byla také nejmladší herečkou, která cenu vyhrála (bylo jí 22 let, v roce 1986 ji překonala 21letá Marlee Matlinová).
V roce 1929 také poprvé hrála ve zvukovém filmu a stala se jednou z mála hereček, kterým se filmovou revolucí podařilo přejít bez problémů. I na přelomu dekády si stále držela status nejpopulárnější herečky studia Fox i jedné z největších hvězd v celém Hollywoodu. Často byla také označována za nástupkyni Mary Pickfordové a zahrála si i ve dvou předělávkách jejích filmů (Táta Dlouhán (1931) a Tess of the Storm Country (1932)). Mezi její další známé filmy z 30. let se řadí například komedie State Fair (1933), The Farmer Takes a Wife (1935) a Děvče z malého města (1936) či drama Zrodila se hvězda (1937). Její prestiž však utrpěla ránu v roce 1935, kdy se společnost Fox Film Corporation sloučila se začínajícím studiem Twentieth Century Pictures. V nově vzniklém studiu Twentieth Century Fox ji poměrně zastínily další herečky jako Loretta Youngová i dětská hvězda Shirley Templeová. Po finanční stránce si však výrazně polepšila (týdenní plat se jí z 1000 dolarů zvýšil na trojnásobek). Po další úspěšné komedii Ladies in Love (1936) se nad ostatní herce svými výkony opět povznesla, ale zájem o její filmy začal i tak pomalu upadat. Po návrhu studia na další projednání její smlouvy studio opustila, ale s kariérou se ještě rozloučit nehodlala.
Její přítel, producent David O. Selznick jí nabídl hlavní roli v dramatu Zrodila se hvězda (1937), které bylo natočen technikou technicolor a jejím filmovým partnerem se stal Fredric March. Z filmu se stal ihned obrovský hit a Janet vynesl také druhou nominaci na Oscara pro nejlepší herečku v hlavní roli. Sošku si však toho roku odnesla Luise Rainerová za drama Dobrá země (1937). Zrodila se hvězda její kariéru opět oživila a následně byla obsazena i do bláznivé komedie Láska a mládí (1938). Tento snímek sklidil také příznivé recenze, ale Janet se brzy na to už rozhodla odejít do hereckého důchodu.
| „ | Pracovala jsem nepřetržitě dlouhých 17 let, natáčení filmů bylo vše, co jsem o životě věděla. Chtěla jsem mít také čas poznat i jiné věci. Ze všeho nejvíc jsem se chtěla zamilovat, chtěla jsem se vdát, chtěla jsem dítě. A věděla jsem, že aby se mi tyto věci splnily, musím si na ně udělat čas. Tak jsem prostě přestala točit filmy a brzy se jako zázrakem stalo vše, co jsem opravdu chtěla. | “ |

Do důchodu tak odešla na vrcholu své kariéry ve 33 letech.

### Pozdější roky
V srpnu 1939 se poprvé vdala a o rok později se jí narodil syn. Kolem showbyznysu se však stále pohybovala a počátkem 50. let se k herectví vrátila několika výstupy v televizních seriálech. V roce 1957 se také naposledy objevila ve filmu, ale v roce 1959 debutovala na jevišti ve hře The Midnight Sun. Ze hry se však stal propadák a brzy byla zrušena. V té době se také začala věnovat malířství a během let 1975 až 1982 prodala dokonce přes 200 svých olejomaleb zátiší. K divadlu se však vrátila a v roce 1980 debutovala na Broadwayi v divadelní adaptaci filmu Harold a Maude z roku 1971. Za své výkony byla vesměs chválena, ale ani tato hra u kritiků neuspěla a po 21 představeních byla zrušena. Téhož roku se také naposledy objevila v jedné epizodě seriálu The Love Boat a s herectvím se definitivně rozloučila o dva roky později divadelní inscenací Na Zlatém jezeře.

## Osobní život

### Manželství a vztahy
Již při hraní v němých filmech měla poměr se svým hereckým kolegou Charlesem Farrellem. Farrel jí během natáčení snímku Spoutané štěstí (1929) také požádal o roku, ale jejich vztah nakonec ukončilo Janetino první manželství s právníkem Jessem Lydellem Peckem, za kterého se provdala 11. září 1929. Po čtyřech letech se však rozvedli.
Jejím druhým manželem se stal kostýmní návrhář Adrian Adolph Greenburg, který však byl homosexuál a dokonce to otevřeně hlásal. I o Janet se začalo říkat, že je bisexuál. Přesto se jim v roce 1940 narodil syn Robin Gaynor Adrian. Manželé zůstali až do Greenburgovy smrti 13. září 1959. Dne 24. prosince 1964 se vdala potřetí, za svého dlouholetého přítele, divadelního producenta Paula Gregoryho, se kterým zůstala až do své smrti. Žili spolu ve městě Desert Hot Springs v Kalifornii a vlastnili také 3000 akrů půdy poblíž hlavního města Brazílie.

### Autonehoda
Dne 5. září 1982, když byla se svým manželem a přítelkyní, herečkou Mary Martinovou i s jejím manažerem na výletě v San Franciscu, narazila do jejich taxíku dodávka, vinou čehož taxík naboural do stromu. Manažer Mary Martinové Ben Washer zemřel, Mary Martinová vyvázla se dvěma zlomenými žebry a pánví, Janetin manžel Paul Gregory si zlomil obě nohy a Janet utrpěla zlomeninu klíční kosti, 11 žeber, pánve i proražení plíce, močového měchýře a ledvin. Řidič dodávky Robert Cato byl za několik vážných přestupků včetně řízení pod vlivem alkoholu zatčen a nakonec odsouzen ke třem letům vězení.
Janet strávila v nemocnici čtyři měsíce a musela podstoupit dvě operace. Kvůli svým zraněním však měla problémy až do konce života a krátce před smrtí musela být několikrát hospitalizována.
Dne 14. září 1984 zemřela na zápal plic a s ním spojené další další komplikace v nemocnici Desert Hospital v Palm Springs. Bylo jí 77 let.

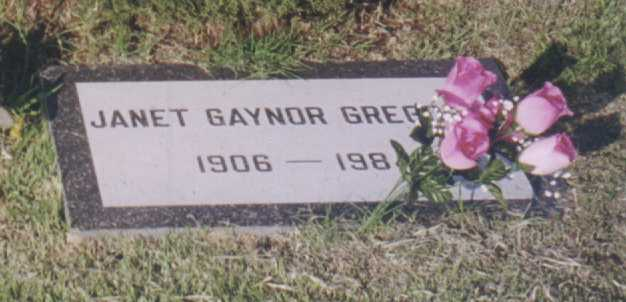
Náhrobek Janet Gaynorové na hřbitově Hollywood Forever Cemetery

## Zajímavosti
- Za svůj přínos filmovému průmyslu má hvězdu na Hollywoodském chodníku slávy.
- V roce 1979 byla oceněna Řádem jižního kříže za kulturní přínos Brazílii.[4]
- Třikrát vyhrála cenu Oscara pro nejlepší herečku v hlavní roli (a jednou byla nominována).

## Filmografie (výběr)

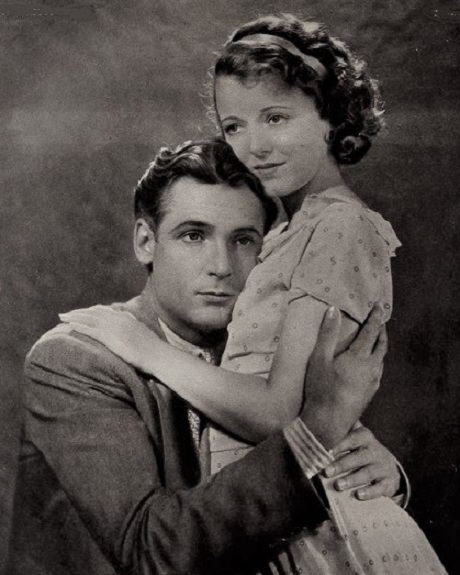
S Jamesem Farellem ve filmu Change of Heart (1934)

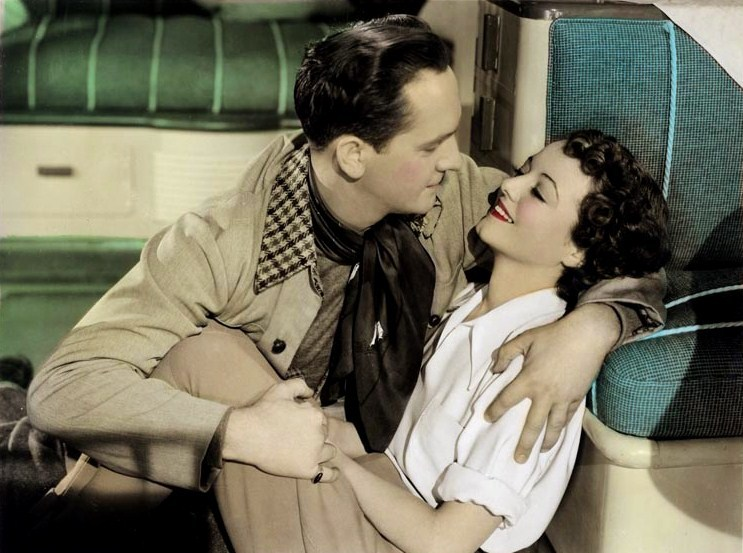
S Fredericem Marchem ve filmu Zrodila se hvězda (1937)

### Němé filmy
- 1926 The Johnstown Flood (režie Irving Cummings)
- 1926 Osudná překážka (režie John Ford)
- 1926 The Fire Barrier (režie William Wyler)
- 1926 Ukradená farma (režie William Wyler)
- 1927 V sedmém nebi (režie Frank Borzage)
- 1927 Two Girls Wanted (režie Alfred E. Green)
- 1927 Východ slunce (režie Friedrich Wilhelm Murnau)
- 1927 Anděl ulice (režie Frank Borzage)
- 1928 Čtyři ďáblové (režie Friedrich Wilhelm Murnau)
- 1929 Spoutané štěstí (režie Frank Borzage)

### Zvukové filmy
- 1929 Noc v ráji (režie David Butler)
- 1929 Cirkusový princ (režie William K. Howard)
- 1930 Šlechta nového světa (režie David Butler)
- 1931 The Man Who Came Back (režie Raoul Walsh)
- 1931 Táta Dlouhán (režie Alfred Santell)
- 1931 Merely Mary Ann (režie Henry King)
- 1931 Delicious (režie David Butler)
- 1932 The First Year (režie William K. Howard)
- 1932 Tess of the Storm Country (režie Alfred Santell)
- 1933 State Fair (režie Henry King)
- 1933 Adorable (režie William Dieterle)
- 1933 Paddy the Next Best Thing (režie Harry Lachman)
- 1934 Carolina (režie Henry King)
- 1934 Change of Heart (režie John G. Blystone)
- 1934 Servants' Entrance (režie Frank Lloyd a Walt Disney)
- 1935 One More Spring (režie Henry King)
- 1935 The Farmer Takes a Wife (režie Victor Fleming)
- 1936 Děvče z malého města (režie Robert Z. Leonard a William A. Wellman)
- 1936 Ladies in Love (režie Edward H. Griffith)
- 1937 Zrodila se hvězda (režie William A. Wellman a Jack Conway)
- 1938 Láska a mládí (režie Richard Wallace, Lewis Milestone a Richard Thorpe)
- 1938 Three Loves Has Nancy (režie Richard Thorpe)
- 1957 Bernardine (režie Henry Levin)